# STS-51I
STS-51I e двадесетата мисия на НАСА по програмата Спейс шатъл и шести полет на совалката Дискавъри. Основната цел на полета са извеждане в орбита на 3 спътника: AUSSAT-1 (Австралия) и американските ASC-1 и SYNCOM IV-4 (Leasat-4) и ремонт на SYNCOM IV-3 (Leasat-3).

## Екипаж
| Пост                    | Астронавт                                |
| ----------------------- | ---------------------------------------- |
| Командир                | Джо Енгъл втори космически полет         |
| Пилот                   | Ричард Коуви първи космически полет      |
| Специалист на мисията 1 | Джеймс Ван Хофтен втори космически полет |
| Специалист на мисията 2 | Джон Лаундж първи космически полет       |
| Специалист на мисията 3 | Уилям Фишър първи космически полет       |

- Броят на полетите е преди и включително тази мисия.

## Полетът
Совалката стартира в 06:58 Източно време от стартов комплекс 39А на космическия център Кенеди (KSC) на 27 август 1985 г. след две отлагания (заради лошо време и технически проблем).
Основната задача на полета е извеждането на три комуникационни спътника и прибиране, ремонт и отново пускане в полет на спътника SYNCOM IV-3, изведен по време на мисия STS-51D.
AUSSAT-1 и ASC-1 са изведени в орбита в деня на старта, а SYNCOM IV-4 – 2 дни по-късно. И трите спътника заемат правилните си геосинхронни орбити и започват да функционират.
На 5-ия ден от мисията астронавтите Фишър и Ван Хофтън започват ремонта на спътника SYNCOM IV-3. Поради възникнал проблем в манипулатора Канадарм се налага второ излизане в открития космос, но спътника е отремонтиран успешно.
Совалката „Дискавъри“ се приземява във Военновъздушната база „Едуардс“ (Edwards Air Force Base) на 3 септември 1985 г. след 7 денонощия 2 часа 18 минути и 42 секунди. 4 дни по-късно е прехвърлена в Космическия център „Кенеди“, Флорида.

## Параметри на мисията
- Маса:
  - При старта: 118 981 кг
  - При кацането: 89 210 кг
  - Полезен товар: 29 772 кг
- Перигей: 350 км
- Апогей: 465 км
- Инклинация: 28,5°
- Орбитален период: 92.0 мин

### Космически разходки
| № | Участници                       | Начало                     | Край                       | Продължителност  |
| - | ------------------------------- | -------------------------- | -------------------------- | ---------------- |
| 1 | Уилям Фишър и Джеймс Ван Хофтен | 31 август 1985 12:12 UTC   | 31 август 1985 19:32 UTC   | 7 часа 20 минути |
| 2 | Уилям Фишър и Джеймс Ван Хофтен | 1 септември 1985 12:15 UTC | 1 септември 1985 16:41 UTC | 4 часа 26 минути |

## Галерия
- Извеждането на AUSSAT-1
- ASC-1
- Syncom IV-4
- Джеймс Ван Хофтен работи по Syncom IV-3